# Чайтра
Ча́йтра (хинди चैत caita, санскр. चैत्र caitra, там. சித்திரை chithirai) — месяц индуистского календаря, в едином национальном календаре Индии чайтра является первым месяцем года.
Месяц чайтра начинается 21/22 марта и оканчивается 20 апреля. Одновременно это последний месяц в бенгальском календаре, где он называется чойтра (бенг. চৈত্র). Это также последний месяц и в непальском календаре, где он оканчивается примерно 13 апреля.
В светлую половину месяца чайтра начинается год в эру Викрамы, одной из систем летоисчисления.

## Праздники
Месяц чайтра также ассоциируется с приходом весны, как и холи, весенний праздник, празднуемый накануне чайтры (точнее, в последний день месяца пхальгуна). Ровно через шесть месяцев празднуют Чайти Чхатх.
По лунному религиозному календарю чайтра начинается с новолуния или полнолуния в тот же период времени, и это обычно первый месяц в году. Первый день чайтры, который празднуется как день Нового года, известен как Чайтрай Вишну в Тамил Наду, Угади в Карнатаке и Андхра-Прадеше и Гуди-падва в Махараштре. Последний ещё называется «праздником флагов», так как во время него на высоких шестах вывешивают флаги и флажки разных цветов. Во второй день свой новый год, Чети Чанд, празднуют синдхи.
Другие важные праздники в этом месяце, это Рама-навами, годовщина рождения Рамы, празднуемая в 9 день этого месяца, и Хануман-джаянти, празднование которого выпадает на последний день месяца.
В солнечных религиозных календарях месяц чайтра начинается со вхождения Солнца в созвездие Рыб.